# クルティス

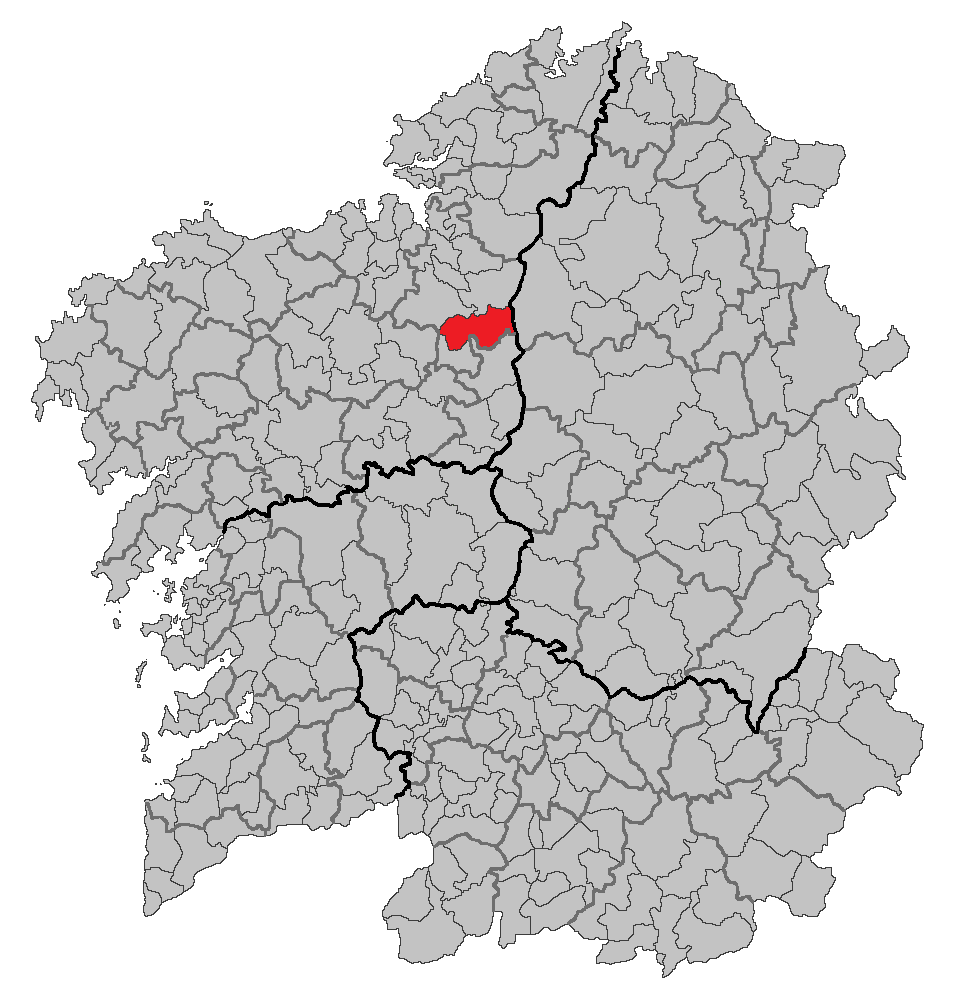

クルティス（Curtis）は、スペイン、ガリシア州、ア・コルーニャ県の自治体、コマルカ・デ・ベタンソスに属する。ガリシア統計局によると、2009年の人口は4,246人（2006年：4,287人、2005年：4,369人、2004年：4,421人、2003年：4,438人）である。住民呼称は、男女同形のcurtiense。
ガリシア語話者の自治体住民に占める割合は98.24％（2001年）。

## 地理
クルティスはア・コルーニャ県の東部に位置し、コマルカ・デ・ベタンソスに属する。北はアランガとオサ・ドス・リオスと、東はルーゴ県のギティリスと、南はソブラードとビラサンタールと、西はメシーアとセスーラスの各自治体と隣接、面積は116.6km²。自治体の中心地はクルティス教区のテイシェイロ地区。

### 人口
| クルティスの人口推移 1900－2010                         |
|                                                         |
| 出典:INE（スペイン国立統計局）1900年 - 1991年、1996年 - |

## 政治
自治体首長はガリシア国民党（PPdeG）のハビエル・フランシスコ・カインソス・バスケス（Javier Francisco Caínzos Vázquez）、自治体評議員はガリシア国民党：7、ガリシア社会党（PSdeG-PSOE）：3、ガリシア民族主義ブロック（BNG）：1となっている（2007年の自治体選挙の結果、得票順）。

## 教区
クルティスは4の教区に分けられている。太字は自治体の中心地のある教区。
- クルティス（サンタイア）
- フィステウス（サンタ・マリーア）
- フォシャード（サンタ・マリーア）
- サンタ・マリーア・デ・ルルデス（サンタ・マリーア）